# Campeonato Europeu de Ginástica Rítmica de 2023
O Campeonato Europeu de Ginástica Rítmica de 2023 será a 39ª edição do Campeonato Europeu de Ginástica Rítmica e está programado para acontecer de 17 a 21 de maio de 2023 na Arena Nacional de Ginástica em Baku, Azerbaijão.

## Calendário de competição
- Quarta-feira, 17 de maio
  - 12:00 – 13:20 Qualificatória e Ranking Geral Grupos Juvenil (5 Cordas e 5 Bolas), Divisão A
  - 13:30 – 14:50 Qualificatória e Ranking Geral Grupos Juvenil (5 Cordas e 5 Bolas), Divisão B
  - 17:25 – 17:55 Cerimônia de Abertura
  - 18:10 – 18:50 Final Grupos Juvenil 5 Cordas
  - 19:10 – 19:50 Final Grupos Juvenil 5 Bolas
  - 20:00 – 20:15 Cerimônia de Premiação Grupos Juvenil – Final Geral e por Aparelhos
- Quinta-feira, 18 de maio
  - 10:00 – 12:00 Qualificatória Individual Sênior (Arco e Bola), Divisão A
  - 12:15 – 14:15 Qualificatória Individual Sênior (Arco e Bola), Divisão B
  - 15:45 – 17:45 Qualificatória Individual Sênior (Arco e Bola), Divisão C
  - 18:00 – 20:00 Qualificatória Individual Sênior (Arco e Bola), Divisão D
- Sexta-feira, 19 de maio
  - 10:00 – 12:00 Qualificatória Individual Sênior (Maças e Fita), Divisão C
  - 12:15 – 14:15 Qualificatória Individual Sênior (Maças e Fita), Divisão D
  - 15:45 – 17:45 Qualificatória Individual Sênior (Maças e Fita), Divisão A
  - 18:00 – 20:00 Qualificatória Individual Sênior (Maças e Fita), Divisão B
- Sábado, 20 de maio
  - 12:00 – 14:00 Final Individual Geral Sênior (Arco, Bola, Maças, Fita – Divisão A)
  - 15:40 – 17:40 Final Individual Geral Sênior (Arco, Bola, Maças, Fita – Divisão B)
  - 17:45 – 18:00 Cerimônia de Premiação Individual Geral Sênior
  - 18:15 – 19:45 Grupos Sênior (5 Arcos e 3 Fitas + 2 Bolas – Divisão A)
  - 20:00 – 21:30 Grupos Sênior (5 Arcos e 3 Fitas + 2 Bolas – Divisão b)
  - 21:40 – 22:10 Cerimônia de Premiação Grupos Geral e Equipes Sênior (Individual e Grupos Sênior)
- Domingo, 21 de maio
  - 12:10 – 13:15 Finais Individual Sênior (Arco e Bola)
  - 13:25 – 14:30 Finais Individual Sênior (Maças e Fita)
  - 14:35 – 15:00 Cerimônia de Premiação Individual Sênior por Aparelhos
  - 16:30 – 17:10 Final Grupos Sênior (5 Arcos)
  - 17:30 – 18:10 Final Grupos Sênior (3 Fitas + 2 Bolas)
  - 18:20 – 18:40 Cerimônia de Premiação Grupos Sênior por Aparelhos

Fonte:

## Países participantes
- Alemanha
- Andorra
- Áustria
- Azerbaijão
- Bélgica
- Bósnia e Herzegovina
- Bulgária
- Chéquia
- Chipre
- Croácia
- Eslováquia
- Eslovênia
- Espanha
- Estónia
- Finlândia
- França
- Geórgia
- Grã-Bretanha
- Grécia
- Hungria
- Israel
- Itália
- Letônia
- Lituânia
- Luxemburgo
- Moldávia
- Montenegro
- Noruega
- Países Baixos
- Polónia
- Portugal
- Roménia
- San Marino
- Sérvia
- Suécia
- Suíça
- Turquia
- Ucrânia

Atualizado em 5 de abril de 2023.

## Medalhistas
| Evento            | Ouro | Prata | Bronze |
| ----------------- | --- | --- | --- |
| Equipes           | | | |
| Equipes           | Bulgária · Individual Sênior · Boryana Kaleyn · Stiliana Nikolova · Eva Brezalieva · Grupo Sênior · Sofia Ivanova · Kamelia Petrova · Rachel Stoyanov · Radina Tomova · Zhenina Trashlieva | Ucrânia · Individual Sênior · Viktoriia Onopriienko · Polina Karika · Polina Horodnycha · Grupo Sênior · Yelyzaveta Azza · Diana Baieva · Daryna Duda · Yeva Meleshchuk · Anastasiya Voznyak · Mariia Vysochanska | Israel · Individual Sênior · Adi Asya Katz · Daniela Munits · Grupo Sênior · Shani Bakanov · Eliza Banchuk · Adar Friedmann · Romi Paritzki · Ofir Shaham · Diana Svertsov |
| Individual Sênior | | | |
| Geral             | Boryana Kaleyn · Bulgária | Sofia Raffaeli · Itália | Stiliana Nikolova · Bulgária |
| Arco              | Viktoriia Onopriienko · Ucrânia | Adi Asya Katz · Israel | Boryana Kaleyn · Bulgária |
| Bola              | Sofia Raffaeli · Itália | Stiliana Nikolova · Bulgária | Zohra Aghamirova · Azerbaijão |
| Maças             | Sofia Raffaeli · Itália | Boryana Kaleyn · Bulgária | Ekaterina Vedeneeva · Eslovénia |
| Fita              | Darja Varfolomeev · Alemanha | Eva Brezalieva · Bulgária | Stiliana Nikolova · Bulgária |
| Grupos Sênior     | | | |
| Geral             | Bulgária · Sofia Ivanova · Kamelia Petrova · Rachel Stoyanov · Radina Tomova · Zhenina Trashlieva                                                                                          | Israel · Shani Bakanov · Eliza Banchuk · Adar Friedmann · Romi Paritzki · Ofir Shaham · Diana Svertsov | Azerbaijão · Gullu Aghalarzade · Laman Alimuradova · Kamilla Aliyeva · Zeynab Hummatova · Yelyzaveta Luzan · Darya Sorokina                                                |
| 5 Arcos           | Israel · Shani Bakanov · Eliza Banchuk* · Adar Friedmann · Romi Paritzki · Ofir Shaham · Diana Svertsov                                                                                    | Bulgária · Sofia Ivanova · Kamelia Petrova · Rachel Stoyanov · Radina Tomova · Zhenina Trashlieva | Itália · Martina Centofanti · Agnese Duranti · Alessia Maurelli · Daniela Mogurean · Laura Paris · Alessia Russo*                                                          |
| 3 Fitas + 2 Bolas | Azerbaijão · Gullu Aghalarzade* · Laman Alimuradova · Kamilla Aliyeva · Zeynab Hummatova · Yelyzaveta Luzan · Darya Sorokina                                                               | Israel · Shani Bakanov · Eliza Banchuk · Adar Friedmann* · Romi Paritzki · Ofir Shaham · Diana Svertsov | Espanha · Ana Arnau · Inés Bergua · Mireia Martínez · Patricia Pérez · Salma Solaun                                                                                        |
| Grupos Juvenil    | | | |
| Geral             | Israel · Shelly Elgui · Elinor Gerts · Kseniya Kulyk · Yuval Schulman · Anat Shaider · Meital Maayan Sumkin                                                                                | Bulgária · Eva Emilova · Vanesa Emilova · Andrea Ivanova · Krasimira Ivanova · Gabriela Peeva · Tsveteyoana Peycheva                                                                                              | Azerbaijão · Madina Aslanova · Ilaha Bahadirova · Govhar Ibrahimova · Sakinakhanim Ismayilzada · Zahra Jafarova · Ayan Sadigova                                            |
| 5 Bolas           | Bulgária · Eva Emilova · Vanesa Emilova · Andrea Ivanova · Krasimira Ivanova · Gabriela Peeva · Tsveteyoana Peycheva                                                                       | Israel · Shelly Elgui · Elinor Gerts · Kseniya Kulyk · Yuval Schulman · Anat Shaider · Meital Maayan Sumkin | Azerbaijão · Madina Aslanova · Ilaha Bahadirova · Govhar Ibrahimova · Sakinakhanim Ismayilzada · Zahra Jafarova · Ayan Sadigova                                            |
| 5 Cordas          | Bulgária · Eva Emilova · Vanesa Emilova · Andrea Ivanova · Krasimira Ivanova · Gabriela Peeva · Tsveteyoana Peycheva                                                                       | Israel · Shelly Elgui · Elinor Gerts · Kseniya Kulyk · Yuval Schulman · Anat Shaider · Meital Maayan Sumkin | Itália · Virginia Cuttini · Gaia D'Antona · Elisa Dobrovolska · Caterina Maltoni · Cristina Ventura · Bianka Vignozzi                                                      |

## Resultados

### Equipes
| Pos. | Nação      |        |        |        |        | 5      | 3 + 2  | Total   |
| ---- | ---------- | ------ | ------ | ------ | ------ | ------ | ------ | ------- |
| 1    | Bulgária   | 66.300 | 67.850 | 60.900 | 61.400 | 35.600 | 32.450 | 324.500 |
| 2    | Ucrânia    | 64.150 | 61.750 | 60.050 | 61.750 | 34.900 | 29.200 | 311.800 |
| 3    | Israel     | 62.150 | 61.200 | 57.850 | 61.700 | 35.600 | 31.700 | 310.200 |
| 4    | Itália     | 61.950 | 63.200 | 60.600 | 56.250 | 34.150 | 29.000 | 305.150 |
| 5    | Alemanha   | 61.950 | 64.050 | 60.800 | 60.350 | 30.850 | 26.050 | 304.050 |
| 6    | Espanha    | 63.400 | 61.250 | 57.500 | 58.600 | 34.350 | 28.750 | 303.850 |
| 7    | Azerbaijão | 56.050 | 59.850 | 56.300 | 53.300 | 32.900 | 32.500 | 290.900 |
| 8    | Hungria    | 58.550 | 61.600 | 56.300 | 56.700 | 30.750 | 26.100 | 290.000 |
| 9    | Grécia     | 56.350 | 59.050 | 55.700 | 57.100 | 31.300 | 29.400 | 288.900 |
| 10   | França     | 56.050 | 60.900 | 56.400 | 52.300 | 33.600 | 28.950 | 288.200 |
| 11   | Roménia    | 55.450 | 58.450 | 55.500 | 59.200 | 22.000 | 22.650 | 273.250 |
| 12   | Estónia    | 54.700 | 57.100 | 51.750 | 43.650 | 29.650 | 26.500 | 263.350 |
| 13   | Geórgia    | 54.200 | 55.300 | 51.400 | 51.600 | 25.150 | 22.800 | 260.450 |
| 14   | Finlândia  | 58.700 | 55.900 | 51.550 | 49.000 | 27.150 | 18.000 | 260.300 |
| 15   | Portugal   | 52.050 | 53.050 | 46.800 | 54.800 | 27.700 | 17.250 | 251.650 |
| 16   | Turquia    | 52.650 | 51.950 | 48.250 | 45.800 | 29.300 | 19.900 | 247.850 |
| 17   | Chéquia    | 50.350 | 53.150 | 47.350 | 41.500 | 26.950 | 20.250 | 239.550 |

### Individual Sênior

#### Geral
| Pos. | Nação                    |            |        |        |        | 5      | Total   |
| ---- | ------------------------ | ---------- | ------ | ------ | ------ | ------ | ------- |
| 1    | Boryana Kaleyn           | Bulgária   | 33.250 | 33.100 | 32.900 | 31.750 | 131.000 |
| 2    | Sofia Raffaeli           | Itália     | 33.800 | 31.900 | 32.350 | 31.500 | 129.550 |
| 3    | Stiliana Nikolova        | Bulgária   | 34.700 | 34.750 | 32.300 | 27.750 | 129.500 |
| 4    | Darja Varfolomeev        | Alemanha   | 31.150 | 33.550 | 32.250 | 32.100 | 129.050 |
| 5    | Polina Karika            | Ucrânia    | 31.450 | 31.450 | 30.650 | 30.250 | 123.800 |
| 6    | Ekaterina Vedeneeva      | Eslovênia  | 30.650 | 30.650 | 31.250 | 30.150 | 122.700 |
| 7    | Zohra Aghamirova         | Azerbaijão | 29.650 | 31.300 | 31.650 | 29.800 | 122.400 |
| 8    | Polina Berezina          | Espanha    | 32.300 | 30.300 | 30.000 | 28.800 | 121.400 |
| 9    | Margarita Kolosov        | Alemanha   | 31.950 | 30.450 | 30.300 | 28.450 | 121.150 |
| 10   | Adi Asya Katz            | Israel     | 33.500 | 28.950 | 30.450 | 27.150 | 120.050 |
| 11   | Panagiota Lytra          | Grécia     | 29.450 | 29.600 | 30.850 | 28.900 | 118.800 |
| 12   | Alexandra Agiurgiuculese | Itália     | 30.300 | 30.500 | 30.550 | 27.400 | 118.750 |
| 13   | Annaliese Dragan         | Roménia    | 30.550 | 29.500 | 28.800 | 29.300 | 118.150 |
| 14   | Viktoriia Onopriienko    | Ucrânia    | 32.850 | 26.650 | 26.700 | 31.750 | 117.950 |
| 15   | Daniela Munits           | Israel     | 31.700 | 30.650 | 27.450 | 28.050 | 117.850 |
| 16   | Fanni Pigniczki          | Hungria    | 30.850 | 29.850 | 27.350 | 27.550 | 115.600 |
| 17   | Alba Bautista            | Espanha    | 27.200 | 29.350 | 26.550 | 30.250 | 113.350 |
| 18   | Maelle Millet            | França     | 29.900 | 27.150 | 29.450 | 26.550 | 113.050 |
| 19   | Hanna Panna Wiesner      | Hungria    | 25.500 | 28.300 | 28.900 | 28.350 | 111.050 |
| 20   | Emilia Heichel           | Polónia    | 29.650 | 25.350 | 27.850 | 26.600 | 109.450 |
| 21   | Andreea Verdes           | Roménia    | 28.400 | 27.500 | 27.900 | 25.550 | 109.350 |
| 22   | Emmi Piiroinen           | Finlândia  | 29.000 | 28.600 | 26.950 | 23.900 | 108.450 |
| 23   | Ester Kreitsman          | Estónia    | 29.000 | 27.800 | 28.100 | 23.500 | 108.400 |
| 24   | Hélène Karbanov          | França     | 29.100 | 25.850 | 26.600 | 26.650 | 108.200 |

#### Arco
| Pos. | Ginasta               | Nação      | Nota D | Nota E | Nota A | Pen.  | Total  |
| ---- | --------------------- | ---------- | ------ | ------ | ------ | ----- | ------ |
| 1    | Viktoriia Onopriienko | Ucrânia    | 16.900 | 8.050  | 8.300  | 0.000 | 33.250 |
| 2    | Adi Asya Katz         | Israel     | 17.000 | 8.050  | 7.900  | 0.350 | 32.600 |
| 3    | Boryana Kaleyn        | Bulgária   | 16.400 | 7.900  | 8.000  | 0.050 | 32.250 |
| 4    | Sofia Raffaeli        | Itália     | 16.200 | 8.100  | 7.750  | 0.000 | 32.050 |
| 5    | Fanni Pigniczki       | Hungria    | 15.900 | 8.150  | 7.700  | 0.050 | 31.700 |
| 6    | Zohra Aghamirova      | Azerbaijão | 15.100 | 7.950  | 8.050  | 0.000 | 31.100 |
| 7    | Stiliana Nikolova     | Bulgária   | 14.200 | 7.750  | 7.050  | 0.300 | 28.700 |
| 8    | Polina Berezina       | Espanha    | 15.000 | 7.400  | 6.850  | 0.600 | 28.650 |

#### Bola
| Pos. | Ginasta               | Nação      | Nota D | Nota E | Nota A | Pen.  | Total  |
| ---- | --------------------- | ---------- | ------ | ------ | ------ | ----- | ------ |
| 1    | Sofia Raffaeli        | Itália     | 17.000 | 8.400  | 8.250  | 0.000 | 33.650 |
| 2    | Stiliana Nikolova     | Bulgária   | 17.200 | 8.200  | 7.950  | 0.000 | 33.350 |
| 3    | Zohra Aghamirova      | Azerbaijão | 16.600 | 8.250  | 8.000  | 0.000 | 32.850 |
| 4    | Viktoriia Onopriienko | Ucrânia    | 16.700 | 8.000  | 8.000  | 0.000 | 32.700 |
| 5    | Darja Varfolomeev     | Alemanha   | 16.400 | 8.100  | 8.150  | 0.000 | 32.650 |
| 6    | Boryana Kaleyn        | Bulgária   | 16.400 | 8.250  | 8.000  | 0.050 | 32.600 |
| 7    | Fanni Pigniczki       | Hungria    | 15.800 | 7.900  | 7.700  | 0.000 | 31.400 |
| 8    | Panagiota Lytra       | Grécia     | 15.100 | 8.000  | 7.850  | 0.000 | 30.950 |

#### Maças
| Pos. | Ginasta                  | Nação      | Nota D | Nota E | Nota A | Pen.  | Total  |
| ---- | ------------------------ | ---------- | ------ | ------ | ------ | ----- | ------ |
| 1    | Sofia Raffaeli           | Itália     | 16.600 | 8.250  | 8.150  | 0.000 | 33.000 |
| 2    | Boryana Kaleyn           | Bulgária   | 16.200 | 8.400  | 8.050  | 0.000 | 32.650 |
| 3    | Ekaterina Vedeneeva      | Eslovênia  | 15.400 | 8.000  | 8.300  | 0.000 | 31.700 |
| 4    | Viktoriia Onopriienko    | Ucrânia    | 15.600 | 7.850  | 8.250  | 0.050 | 31.650 |
| 5    | Darja Varfolomeev        | Alemanha   | 15.900 | 7.800  | 7.650  | 0.000 | 31.350 |
| 6    | Panagiota Lytra          | Grécia     | 15.400 | 7.850  | 7.900  | 0.050 | 31.100 |
| 7    | Zohra Aghamirova         | Azerbaijão | 14.000 | 7.800  | 7.950  | 0.000 | 29.750 |
| 8    | Alexandra Agiurgiuculese | Itália     | 13.100 | 7.250  | 6.100  | 0.050 | 26.400 |

#### Fita
| Pos. | Ginasta               | Nação     | Nota D | Nota E | Nota A | Pen.  | Total  |
| ---- | --------------------- | --------- | ------ | ------ | ------ | ----- | ------ |
| 1    | Darja Varfolomeev     | Alemanha  | 15.700 | 8.250  | 8.300  | 0.000 | 32.250 |
| 2    | Eva Brezalieva        | Bulgária  | 15.600 | 8.200  | 7.800  | 0.000 | 31.600 |
| 3    | Stiliana Nikolova     | Bulgária  | 15.000 | 8.450  | 8.100  | 0.000 | 31.550 |
| 4    | Ekaterina Vedeneeva   | Eslovênia | 14.300 | 8.100  | 8.300  | 0.000 | 30.700 |
| 5    | Milena Baldassarri    | Itália    | 14.200 | 7.950  | 7.300  | 0.000 | 29.450 |
| 6    | Viktoriia Onopriienko | Ucrânia   | 13.400 | 8.100  | 7.500  | 0.000 | 29.000 |
| 7    | Adi Asya Katz         | Israel    | 12.800 | 8.100  | 7.800  | 0.000 | 28.700 |
| 8    | Daniela Munits        | Israel    | 13.900 | 7.700  | 7.050  | 0.000 | 28.650 |

### Grupos Sênior

#### Geral
| Pos. | Nação      | 5      | 3 + 2  | Total  |
| ---- | ---------- | ------ | ------ | ------ |
| 1    | Bulgária   | 35.600 | 32.450 | 68.050 |
| 2    | Israel     | 35.600 | 31.700 | 67.300 |
| 3    | Azerbaijão | 32.900 | 32.500 | 65.400 |
| 4    | Ucrânia    | 34.900 | 29.200 | 64.100 |
| 5    | Itália     | 34.150 | 29.000 | 63.150 |
| 6    | Espanha    | 34.350 | 28.750 | 63.100 |
| 7    | França     | 33.600 | 28.950 | 62.550 |
| 8    | Grécia     | 31.300 | 29.400 | 60.700 |
| 9    | Polónia    | 33.350 | 26.400 | 59.750 |
| 10   | Alemanha   | 30.850 | 26.050 | 56.900 |
| 11   | Hungria    | 30.750 | 26.100 | 56.850 |
| 12   | Estónia    | 29.650 | 26.500 | 56.150 |
| 13   | Turquia    | 29.300 | 19.900 | 49.200 |
| 14   | Geórgia    | 25.150 | 22.800 | 47.950 |
| 15   | Chéquia    | 26.950 | 20.250 | 47.200 |
| 16   | Finlândia  | 27.150 | 18.000 | 45.150 |
| 17   | Portugal   | 27.700 | 17.250 | 44.950 |
| 18   | Roménia    | 22.000 | 22.650 | 44.650 |

#### 5 Arcos
| Pos. | Ginasta | Nação | Nota D | Nota E | Nota A | Pen. | Total |
| ---- | ------- | ----- | ------ | ------ | ------ | ---- | ----- |
| 1    |         |       |        |        |        |      |       |
| 2    |         |       |        |        |        |      |       |
| 3    |         |       |        |        |        |      |       |
| 4    |         |       |        |        |        |      |       |
| 5    |         |       |        |        |        |      |       |
| 6    |         |       |        |        |        |      |       |
| 7    |         |       |        |        |        |      |       |
| 8    |         |       |        |        |        |      |       |

#### 3 Fitas + 2 Bolas
| Pos. | Ginasta | Nação | Nota D | Nota E | Nota A | Pen. | Total |
| ---- | ------- | ----- | ------ | ------ | ------ | ---- | ----- |
| 1    |         |       |        |        |        |      |       |
| 2    |         |       |        |        |        |      |       |
| 3    |         |       |        |        |        |      |       |
| 4    |         |       |        |        |        |      |       |
| 5    |         |       |        |        |        |      |       |
| 6    |         |       |        |        |        |      |       |
| 7    |         |       |        |        |        |      |       |
| 8    |         |       |        |        |        |      |       |

### Grupos Juvenil

#### Geral
| Pos. | Nação        | 5      | 5      | Total  |
| ---- | ------------ | ------ | ------ | ------ |
| 1    | Israel       | 31.100 | 30.500 | 61.600 |
| 2    | Bulgária     | 28.800 | 30.450 | 59.250 |
| 3    | Azerbaijão   | 29.000 | 29.450 | 58.450 |
| 4    | Ucrânia      | 30.000 | 28.250 | 58.250 |
| 5    | Alemanha     | 26.850 | 27.850 | 54.700 |
| 6    | Polónia      | 27.900 | 25.950 | 53.850 |
| 7    | Grécia       | 26.550 | 27.050 | 53.600 |
| 8    | Espanha      | 27.800 | 24.900 | 53.600 |
| 9    | Hungria      | 23.350 | 26.650 | 50.000 |
| 10   | Lituânia     | 25.950 | 23.450 | 49.400 |
| 11   | Roménia      | 22.250 | 25.900 | 48.150 |
| 12   | Eslováquia   | 25.050 | 22.900 | 47.950 |
| 13   | Estónia      | 24.200 | 23.200 | 47.400 |
| 14   | Eslovênia    | 24.050 | 23.250 | 47.300 |
| 15   | Geórgia      | 24.900 | 20.300 | 45.200 |
| 16   | Finlândia    | 25.300 | 19.800 | 45.100 |
| 17   | Chéquia      | 21.800 | 19.350 | 41.150 |
| 18   | Andorra      | 19.200 | 20.450 | 39.650 |
| 19   | Grã-Bretanha | 20.500 | 19.000 | 39.500 |
| 20   | Portugal     | 16.050 | 21.250 | 37.300 |
| DSQ  | Itália       | DNS    | 28.650 | DNF    |

#### 5 Bolas
| Pos. | Nação      | Nota D | Nota E | Nota A | Pen.  | Total  |
| ---- | ---------- | ------ | ------ | ------ | ----- | ------ |
| 1    | Bulgária   | 15.600 | 8.200  | 8.300  | 0.000 | 32.100 |
| 2    | Israel     | 15.400 | 8.050  | 8.450  | 0.000 | 31.900 |
| 3    | Azerbaijão | 15.100 | 8.000  | 8.100  | 0.000 | 31.200 |
| 4    | Ucrânia    | 14.400 | 7.750  | 8.200  | 0.000 | 30.350 |
| 5    | Espanha    | 12.700 | 6.950  | 8.000  | 0.000 | 27.650 |
| 6    | Grécia     | 13.000 | 6.650  | 7.300  | 0.600 | 26.350 |
| 7    | Polónia    | 11.400 | 6.450  | 7.300  | 0.000 | 25.150 |
| 8    | Alemanha   | 10.900 | 5.900  | 7.350  | 0.600 | 23.550 |

#### 5 Cordas
| Pos. | Nação      | Nota D | Nota E | Nota A | Pen.  | Total  |
| ---- | ---------- | ------ | ------ | ------ | ----- | ------ |
| 1    | Bulgária   | 14.600 | 7.600  | 8.300  | 0.000 | 30.500 |
| 2    | Israel     | 15.100 | 7.400  | 8.200  | 0.300 | 30.400 |
| 3    | Itália     | 14.500 | 7.300  | 7.750  | 0.000 | 29.550 |
| 4    | Azerbaijão | 13.800 | 7.100  | 7.600  | 0.000 | 28.500 |
| 5    | Alemanha   | 13.600 | 6.800  | 7.550  | 0.000 | 27.950 |
| 6    | Grécia     | 12.800 | 6.800  | 7.450  | 0.000 | 27.050 |
| 7    | Ucrânia    | 12.000 | 6.800  | 7.150  | 0.300 | 25.650 |
| 8    | Hungria    | 12.100 | 6.050  | 6.950  | 0.300 | 24.800 |

## Quadro de medalhas
*   país anfitrião (Azerbaijão)
| Pos.               | País               | Ouro | Prata | Bronze | Total |
| ------------------ | ------------------ | ---- | ----- | ------ | ----- |
| 1                  | Bulgária           | 5    | 5     | 3      | 13    |
| 2                  | Israel             | 2    | 5     | 1      | 8     |
| 3                  | Itália             | 2    | 1     | 2      | 5     |
| 4                  | Ucrânia            | 1    | 1     | 0      | 2     |
| 5                  | Azerbaijão         | 1    | 0     | 4      | 5     |
| 6                  | Alemanha           | 1    | 0     | 0      | 1     |
| 7                  | Eslovénia          | 0    | 0     | 1      | 1     |
| 7                  | Espanha            | 0    | 0     | 1      | 1     |
| Total (8 entradas) | Total (8 entradas) | 12   | 12    | 12     | 36    |